# Tom Boonen
Tom Boonen (* 15. října 1980 Mol, Belgie) je bývalý profesionální silniční cyklista stáje Omega Pharma-Quick Step. Jako profesionál jezdil od roku 2002. Měří 192 cm a váží 82 kg. V roce 2005 se ve Španělsku stal mistrem světa v silniční cyklistice. 
Kromě sportovních úspěchů ho provází problémy s kokainem. Naposledy u něj byl zjištěn 27. dubna 2009. Hrozilo mu, že se nebude smět zúčastnit závodu Tour de France. Start na Tour de France 2009 mu nakonec byl oznámen až den před jejím startem (3. července). 18. července Boonen ze závodu kvůli nemoci odstoupil.
Profesionální kariéru ukončil v roce 2017, jeho posledním závodem byl Paříž-Roubaix 2017. Za svoji kariéru vyhrál přes 100 závodů.